# Rudy Gobert
Rudy Gobert-Bourgarel (San Quintino, 26 giugno 1992) è un cestista francese, selezionato come 27ª scelta assoluta al Draft NBA 2013 dagli Utah Jazz. 
Gioca come centro per i Minnesota Timberwolves.
È soprannominato "The Stifle Tower".

## Caratteristiche tecniche
Centro prevalentemente difensivo nonché ottimo stoppatore, inoltre è forte nel catturare il rimbalzo, non essendo dotato di una gran tecnica di tiro, in fase offensiva si fa notare portando a termine alley-oop, la sua gigantesca statura gli consente di usare le sue schiacciate saltando facilmente anche senza rincorse veloci, sa anche andare a segno con sporadici tiri dalla media distanza. È considerato uno dei migliori rim protector dell'NBA.

## Carriera

### Gli inizi
Dal 2009 al 2011 gioca per la maggior parte del tempo nella squadra giovanile del Cholet Basket, disputando solamente una partita nella prima squadra durante la stagione 2010-11 registrando 6 punti, 5 rimbalzi, una palla rubata ed una stoppata.
Nella stagione 2011-12, durante la quale giocherà 11 partite, la sua media è di 4.2 punti a partita e di 3.6 rimbalzi a partita. Durante la stagione 2012-13 la sua media sale a 8.4 punti e 5.4 rimbalzi per partita.

### Utah Jazz
Nel 2013 Gobert si dichiara eleggibile per il Draft e il 27 giugno 2013 viene selezionato con la 27ª scelta assoluta dai Denver Nuggets. Viene presto scambiato con Erick Green. Il 6 luglio 2014 viene assegnato alla squadra Bakersfield Jam militante in D-League. Con gli Utah Jazz conclude la stagione 2014-2015 con una media di 9,5 rimbalzi, 2,3 stoppate e 8,4 punti, migliorando notevolmente la media della stagione 2013-14 (3,4 rimbalzi, 0,9 stoppate e 2,3 punti). Un infortunio al ginocchio riportato durante un allenamento, costringe il centro dei Jazz ad uno stop di almeno un mese interrompendo la stagione 2015-16 a inizio dicembre. Il 7 gennaio 2016 rientra dall'infortunio, giocando 15 minuti nella sconfitta esterna contro gli Houston Rockets. Con 18 punti,18 rimbalzi e 5 stoppate trascina i Jazz nella vittoria per 109 a 82 sui Los Angeles Lakers il 16 gennaio 2016.
Il 6 dicembre 2016 migliora il suo career-high siglando 22 punti (oltre a 11 rimbalzi e 4 stoppate) nella vittoria per 112 a 105 contro i Phoenix Suns. Il 21 gennaio 2017 mette a referto 27 punti e 25 rimbalzi (career-high per entrambi) nella vittoria per 112-107 contro i Dallas Mavericks. Con 26 punti e 15 rimbalzi(nella vittoria 104-88 sui Milwaukee Bucks) , il 2 febbraio 2017 raggiunge i 2.000 punti in NBA con la maglia degli Utah Jazz. Segna il suo nuovo career-high il 23 marzo successivo siglando 35 punti (13/14 dal campo) con 13 rimbalzi (di cui 11 offensivi) e 4 stoppate nella vittoria casalinga contro i New York Knicks per 108 a 101.. Diventa il dodicesimo giocatore a terminare una stagione NBA con almeno 1.000 punti, 1.000 rimbalzi e 200 stoppate e finisce primo per stoppate in stagione.
Al termine della stagione NBA 2017-18 viene nominato Defensive Player of the Year per la prima volta nella sua carriera. Il 14 gennaio 2019 realizza 18 punti con 25 rimbalzi (pareggiando il proprio career-high) nella vittoria interna contro i Detroit Pistons (100-94). L'11 marzo 2020 viene riscontrata la sua positività al SARS-CoV-2, risultando essere il primo cestista positivo della lega. A seguito di questo avvenimento, la stagione è stata sospesa.
Il 20 dicembre 2020 rinnova con i Jazz, firmando un quinquennale da 205 milioni di dollari, la cifra più alta nella storia per un lungo.

### Nazionale

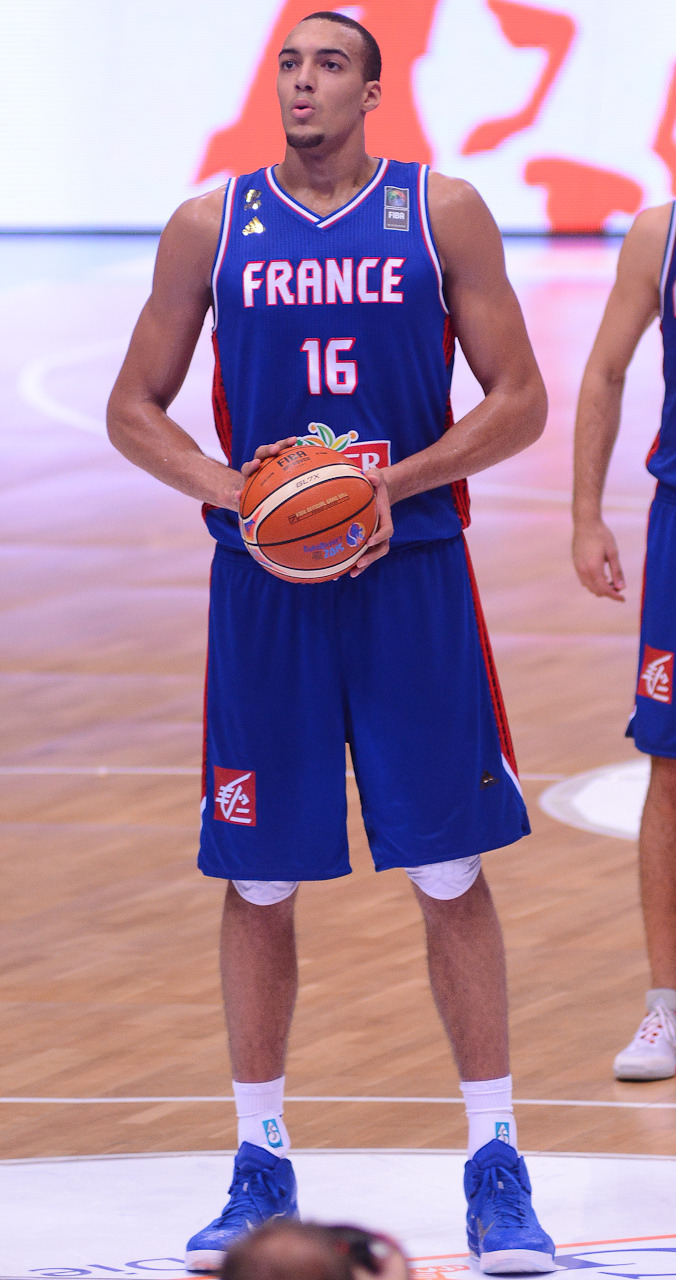
Gobert con la nazionale francese nel 2015

Con la nazionale francese Gobert ha vinto una medaglia di bronzo all'Europeo Under 20 disputatosi nel 2011 .
Con la nazionale maggiore ha invece ottenuto un bronzo al campionato mondiale 2014 e agli Europei di basket del 2015.

## Statistiche
| * | Primo nella lega |

### NBA

#### Regular Season
| Anno      | Squadra            | PG  | PT  | MP   | TC%   | 3P% | TL%  | RP    | AP  | PRP | SP   | PP   |
| --------- | ------------------ | --- | --- | ---- | ----- | --- | ---- | ----- | --- | --- | ---- | ---- |
| 2013-2014 | Utah Jazz          | 45  | 0   | 9,6  | 48,6  | -   | 49,2 | 3,4   | 0,2 | 0,2 | 0,9  | 2,3  |
| 2014-2015 | Utah Jazz          | 82  | 37  | 26,3 | 60,4  | 0,0 | 62,3 | 9,5   | 1,3 | 0,8 | 2,3  | 8,4  |
| 2015-2016 | Utah Jazz          | 61  | 60  | 31,7 | 55,9  | -   | 56,9 | 11,0  | 1,5 | 0,7 | 2,2  | 9,1  |
| 2016-2017 | Utah Jazz          | 81  | 81  | 33,9 | 66,1  | 0,0 | 65,3 | 12,8  | 1,2 | 0,6 | 2,6* | 14,0 |
| 2017-2018 | Utah Jazz          | 56  | 56  | 32,4 | 62,2  | -   | 68,2 | 10,7  | 1,4 | 0,6 | 2,3  | 13,5 |
| 2018-2019 | Utah Jazz          | 81  | 80  | 31,8 | 66,9* | -   | 63,6 | 12,9  | 2,0 | 0,8 | 2,3  | 15,9 |
| 2019-2020 | Utah Jazz          | 68  | 68  | 34,2 | 69,3  | -   | 63,0 | 13,5  | 1,5 | 0,8 | 2,0  | 15,1 |
| 2020-2021 | Utah Jazz          | 71  | 71  | 30,8 | 67,5* | 0,0 | 62,3 | 13,5  | 1,3 | 0,6 | 2,7  | 14,3 |
| 2021-2022 | Utah Jazz          | 66  | 66  | 32,1 | 71,3* | 0,0 | 69,0 | 14,7* | 1,1 | 0,7 | 2,1  | 15,6 |
| 2022-2023 | Minnesota T'wolves | 70  | 70  | 30,7 | 65,9  | 0,0 | 64,4 | 11,6  | 1,2 | 0,8 | 1,4  | 13,4 |
| 2023-2024 | Minnesota T'wolves | 76  | 76  | 34,1 | 66,1  | 0,0 | 63,8 | 12,9  | 1,3 | 0,7 | 2,1  | 14,0 |
| 2024-2025 | Minnesota T'wolves | 72  | 72  | 33,2 | 66,9  | -   | 67,4 | 10,9  | 1,8 | 0,8 | 1,4  | 12,0 |
| Carriera  | Carriera           | 829 | 737 | 30,7 | 65,6  | 0,0 | 64,1 | 11,7  | 1,4 | 0,7 | 2,1  | 12,6 |
| All-Star  | All-Star           | 3   | 0   | 14,7 | 90,0  | -   | 33,3 | 8,0   | 1,0 | 0,3 | 0,3  | 12,3 |

#### Play-off
| Anno     | Squadra            | PG | PT | MP   | TC%  | 3P% | TL%  | RP   | AP  | PRP | SP   | PP   |
| -------- | ------------------ | -- | -- | ---- | ---- | --- | ---- | ---- | --- | --- | ---- | ---- |
| 2017     | Utah Jazz          | 9  | 9  | 27,3 | 63,5 | -   | 48,0 | 9,9  | 1,2 | 1,0 | 1,3  | 11,6 |
| 2018     | Utah Jazz          | 11 | 11 | 34,8 | 65,5 | -   | 60,3 | 10,7 | 1,0 | 0,9 | 2,3  | 13,2 |
| 2019     | Utah Jazz          | 5  | 5  | 30,4 | 59,4 | -   | 78,3 | 10,2 | 1,4 | 0,6 | 2,6* | 11,2 |
| 2020     | Utah Jazz          | 7  | 7  | 38,6 | 64,9 | -   | 52,4 | 11,4 | 1,1 | 0,6 | 1,4  | 16,9 |
| 2021     | Utah Jazz          | 11 | 11 | 34,2 | 74,2 | 0,0 | 63,6 | 12,3 | 0,8 | 0,5 | 2,1* | 14,7 |
| 2022     | Utah Jazz          | 6  | 6  | 32,8 | 63,6 | -   | 68,2 | 13,2 | 0,5 | 0,2 | 1,0  | 12,0 |
| 2023     | Minnesota T'wolves | 5  | 5  | 35,4 | 63,0 | -   | 63,0 | 12,2 | 2,0 | 0,4 | 1,0  | 15,0 |
| 2024     | Minnesota T'wolves | 15 | 15 | 34,1 | 61,5 | -   | 67,1 | 9,8  | 1,6 | 0,9 | 1,0  | 12,1 |
| 2025     | Minnesota T'wolves | 15 | 15 | 27,4 | 58,2 | -   | 52,0 | 8,6  | 0,7 | 0,5 | 1,2  | 7,9  |
| Carriera | Carriera           | 84 | 84 | 32,4 | 64,1 | 0,0 | 60,8 | 10,6 | 1,1 | 0,7 | 1,5  | 12,3 |

#### Massimi in carriera
- Massimo di punti: 35 vs New York Knicks (22 marzo 2017)[20]
- Massimo di rimbalzi: 28 vs Golden State Warriors (14 marzo 2021)
- Massimo di assist: 8 vs Chicago Bulls (12 gennaio 2019)
- Massimo di palle rubate: 5 (2 volte)
- Massimo di stoppate: 9 vs Chicago Bulls (22 marzo 2021)
- Massimo di minuti giocati: 44 vs Oklahoma City Thunder (22 febbraio 2019)

### G League
| Anno      | Squadra         | PG | PT | MP   | TC%  | 3P% | TL%  | RP   | AP  | PRP | SP  | PP   |
| --------- | --------------- | -- | -- | ---- | ---- | --- | ---- | ---- | --- | --- | --- | ---- |
| 2013-2014 | Bakersfield Jam | 8  | 8  | 27,0 | 74,1 | -   | 70,5 | 11,4 | 0,4 | 0,6 | 3,0 | 13,9 |
| Carriera  | Carriera        | 8  | 8  | 27,0 | 74,1 | -   | 70,5 | 11,4 | 0,4 | 0,6 | 3,0 | 13,9 |

## Palmarès

### Nazionale
- Olimpiadi

 Tokyo 2020
 Parigi 2024
- Mondiali: 2

 Spagna 2014
 Cina 2019
- Europei: 2

 Francia 2015
 Germania 2022

### Individuale
- NBA Defensive Player of the Year Award: 4 (record condiviso con Dikembe Mutombo e Ben Wallace)

2018, 2019, 2021, 2024
- All-NBA Team: 4

Second Team: 2017
Third Team: 2019, 2020, 2021
- NBA All-Defensive Team: 8

First Team: 2017, 2018, 2019, 2020, 2021, 2022, 2024
Second Team: 2025
- FIBA Men's Olympics All-Star Five Tokyo 2020
- NBA All-Star Game: 3

2020, 2021, 2022
- Miglior stoppatore della stagione NBA: (2017)
- Miglior rimbalzista della stagione NBA: (2022)
- 2 volte maggior numero di rimbalzi totali in stagione NBA
- 1 volta maggior numero di rimbalzi difensivi in stagione NBA
- Quarantacinquesimo miglior rimbalzista di sempre NBA
- Trentesimo per numero di stoppate di sempre NBA